# Marcelo (governador da Judeia)
Marcelo governou a província romana da Judeia, por um curto período, entre os anos 36 e 37, sucedendo Pôncio Pilatos e sendo sucedido por Marulo

## Biografia
Marcelo era amigo do governador da Síria, Lúcio Vitélio, e foi por ele indicado à Roma para suceder Pôncio Pilatos. Mas, na verdade, não sabemos se ele chegou a governar a Judeia na condição de prefeito ("praefectus"), ou se apenas foi um oficial de Vitélio encarregado de manter a ordem naquela província, até a chegado do sucessor de Pilatos.
Em favor da segunda hipótese, há três indícios:
- Flávio Josefo, ao referir-se à função de Marcelo na Judeia, usa a incomum expressão epimeletes (ἐπιμελητής), que significa "guarda" ou "guardião".
- Não há registro de nenhum ato oficial atribuído a Marcelo.
- Ele permaneceu pouco tempo no comando da Judeia, contrariando a prática da época (adotada pelo imperador Tibério) de manter os governadores das províncias por vários anos em seus cargos.

Em 37, Marcelo foi substituído por Marulo.